# Lycinus tofo
Lycinus tofo is een spinnensoort in de taxonomische indeling van de bruine klapdeurspinnen (Nemesiidae).
Lycinus tofo werd in 1995 beschreven door Goloboff.